# ゴッド・セイブ・アス マドリード連続老女強姦殺人事件
『ゴッド・セイブ・アス マドリード連続老女強姦殺人事件』（ゴッド・セイブ・アス マドリードれんぞくろうじょさつじんじけん、スペイン語: Que Dios nos perdone）は、2016年にスペインで製作されたスリラー映画。監督はロドリゴ・ソロゴイェン。

## 製作・公開・評価
2015年8月からマドリードとテネリフェ島で撮影が行われた。2016年9月のサン・セバスティアン国際映画祭ではイサベル・ペーニャとロドリゴ・ソロゴイェンが脚本賞を受賞した。スペインでは2016年10月28日に一般公開された。
2017年1月のフェロス賞では作品賞など7部門にノミネートされ、ロベルト・アラモが主演男優賞を受賞した。同年2月のゴヤ賞では作品賞など6部門にノミネートされ、やはりアラモが主演男優賞を受賞した。フォルケ賞では2部門にノミネートされ、やはりアラモが主演男優賞を受賞した。
日本ではクロックワークスによる「ワールド・エクストリーム・シネマ2017」の作品のひとつとして、2017年10月22日からヒューマントラストシネマ渋谷で、11月4日からシネ・リーブル梅田で上映された。

## キャスト
- ルイス・ベラルデ（吃音刑事） : アントニオ・デ・ラ・トーレ
- ハビエル・アルファロ（暴力刑事） : ロベルト・アラモ
- アンドレス・ボスケ : ハビエル・ペレイラ（英語版）
- アロンソ : ルイス・サエラ（スペイン語版）
- サンチョ : ホセ・ルイス・ガルシア・ペレス（英語版）
- アンパロ : モニカ・ロペス（英語版）
- ロサリオ : マリア・バリェステロス（スペイン語版）

## 受賞とノミネート

### 映画賞
ゴヤ賞
| 部門       | 対象                                            | 結果       |
| ---------- | ----------------------------------------------- | ---------- |
| 作品賞     | 作品賞                                          | ノミネート |
| 監督賞     | ロドリゴ・ソロゴイェン                          | ノミネート |
| 主演男優賞 | ロベルト・アラモ                                | 受賞       |
| 新人男優賞 | ハビエル・ペレイラ                              | ノミネート |
| 脚本賞     | イサベル・ペーニャ ロドリゴ・ソロゴイェン       | ノミネート |
| 編集賞     | アルベルト・デル・カンポ フェルナンド・フランコ | ノミネート |

 フェロス賞
| 部門         | 対象                                      | 結果       |
| ------------ | ----------------------------------------- | ---------- |
| ドラマ作品賞 | ドラマ作品賞                              | ノミネート |
| 監督賞       | ロドリゴ・ソロゴイェン                    | ノミネート |
| 主演男優賞   | ロベルト・アラモ                          | 受賞       |
| 助演男優賞   | ハビエル・ペレイラ                        | ノミネート |
| 脚本賞       | イサベル・ペーニャ ロドリゴ・ソロゴイェン | ノミネート |
| 作曲賞       | オリビエル・アルソン                      | ノミネート |
| 予告編賞     | フェルナンド・バリャリーノ                | ノミネート |

 フォトグラマス・デ・プラータ
| 部門       | 対象             | 結果       |
| ---------- | ---------------- | ---------- |
| 映画男優賞 | ロベルト・アラモ | ノミネート |

 フォルケ賞
| 部門       | 対象             | 結果       |
| ---------- | ---------------- | ---------- |
| 作品賞     | 作品賞           | ノミネート |
| 主演男優賞 | ロベルト・アラモ | 受賞       |

 スペイン映画批評家協会賞
| 部門       | 対象                                            | 結果       |
| ---------- | ----------------------------------------------- | ---------- |
| 監督賞     | ロドリゴ・ソロゴイェン                          | ノミネート |
| 主演男優賞 | ロベルト・アラモ                                | ノミネート |
| 助演男優賞 | ハビエル・ペレイラ                              | ノミネート |
| 脚本賞     | イサベル・ペーニャ ロドリゴ・ソロゴイェン       | ノミネート |
| 編集賞     | アルベルト・デル・カンポ フェルナンド・フランコ | ノミネート |

 スペイン俳優組合賞
| 部門       | 対象               | 結果       |
| ---------- | ------------------ | ---------- |
| 助演男優賞 | ハビエル・ペレイラ | ノミネート |

 プラティーノ賞
| 部門   | 対象                                            | 結果       |
| ------ | ----------------------------------------------- | ---------- |
| 編集賞 | アルベルト・デル・カンポ フェルナンド・フランコ | ノミネート |

### 映画祭
サン・セバスティアン国際映画祭
| 部門   | 対象                                      | 結果       |
| ------ | ----------------------------------------- | ---------- |
| 作品賞 | 作品賞                                    | ノミネート |
| 脚本賞 | イサベル・ペーニャ ロドリゴ・ソロゴイェン | 受賞       |

 シアトル国際映画祭
| 部門                 | 対象                 | 結果       |
| -------------------- | -------------------- | ---------- |
| イベロアメリカ作品賞 | イベロアメリカ作品賞 | ノミネート |

 マイアミ国際映画祭
| 部門   | 対象   | 結果       |
| ------ | ------ | ---------- |
| 作品賞 | 作品賞 | ノミネート |